# Système de réservation informatique
Les systèmes de réservation informatique (en anglais, computer reservations systems ou CRS) permettent de réserver une ressource ou un service dans le temps pour une personne ou un groupe. Ces systèmes s'intègrent dans les domaines de l'immobilier (chambre, salle de conférence, court de tennis), du transport (voiture, train, bateau, avion), de l'outillage (scie, grue) sous forme de mise à disposition (location, prêt) à partir d'une plage horaire déterminée avec selon le cas, en option, le recours aux services d'une ou plusieurs personnes. Ces systèmes de gestion utilisés en interne sous forme de logiciel peuvent, selon les domaines, être directement accessibles aux personnes non professionnelles grâce au développement de serveurs web accessibles depuis un navigateur. Ces systèmes gèrent le déplacement des personnes, ou d'objet selon un planning commun contrairement à un agenda.

## Enjeux du système de réservation informatique
Ce système de réservation est souvent associé à un système de paiement qui s'adapte à de nombreux domaines : location (court de tennis, villa, voiture, chambre), achat et vente d'objets usagés (livre, maison, voiture, jeux), les rendez-vous (consultation médicale, concert, exposition, réunion) ou les transports (siège, cabine). Les domaines sont souvent en relation avec l'utilisation d'objets qui demandent un entretien fréquent ou coûteux ou soumis à une forte réglementation afin d'assurer la sécurité des utilisateurs ou des usagers et la disponibilité de l'objet. La durée d'utilisation de l'objet de la réservation est généralement courte tandis que le nombre d'objets mis à disposition est nombreux.

## Démarche d'utilisation du système de réservation informatique
La personne est souvent identifiée par son adresse postale, téléphone, mail, carte bancaire. L'adresse postale est vérifiée par facture, par abonnement mensuel (téléphone, gaz, électricité), le numéro de téléphone est vérifié par envoi d'un SMS contenant un code à utiliser, l'adresse mail est vérifiée par envoi d'un mail contenant un lien à activer. Les téléphones compatibles NFC ont pour but de remplacer les cartes à puce, l'impression de code barre sur papier ou la saisie d'un code sur clavier pour l'utilisation du service réservé. Pour les cartes à puce ou clés RFID : les informations sur la personne, la durée de validité, les zones accessibles sont rechargeables, modifiables et centralisées dans un serveur et consultées à chaque présentation de la carte aux différentes bornes du réseau (passe Navigo, Vélib'). Pour les téléphones compatibles NFC et connectés à internet pour souscrire aux services : le téléphone est approché de la borne pour effectuer selon les cas l'accès aux services, ouverture d'une porte pour l'accès à la zone réservée, paiements, offres (de réductions, points de fidélité)...

## Système de réservation d'objets
- Priceminister : utilisé pour vendre des objets entre particuliers
- Kiloutou : entretien et loue différents objets
- intui[1] : utilisé pour louer du matériel de travaux publics entre professionnels du secteur

## Système de réservation de locaux
- En gestion de salles, partager des salles et d'autres ressources[réf. nécessaire].
- En sport, réservation de terrains (tennis, squash, padel, badminton...).
- En hôtellerie, gestion des chambres (hôtels, gîtes, chambres d'hôtes, auberges).
- Sur internet, outil de réservation en ligne par exemple.

## Système de réservation de moyen de transport
- Location de voiture
- Coavionnage

## Système de réservation centralisé dans les transports
Ces systèmes sont fortement utilisés dans le domaine du voyage au sein des agences de voyages, des compagnies aériennes ou encore des hôtels.
Les GDS (Global Distribution System) sont des plates-formes électroniques de gestion des réservations qui permettent aux agences de voyages de connaître en temps réel l'état du stock des différents fournisseurs de produits touristiques (compagnies aériennes, ferroviaires et maritimes, chaîne d'hôtels, sociétés de location de voitures, voyagistes, etc.) et de réserver à distance. Ils sont de fait les premiers services de commerce électronique à grande échelle. Les GDS ont été développés à l'origine par les compagnies aériennes pour simplifier et automatiser la gestion des réservations. La première à avoir mis en place en 1962 un système performant de ce type est American Airlines avec le GDS Sabre. Elle a été rapidement suivie par les autres compagnies, notamment la SNCF qui a mis en place un système électronique de réservation de places grâce à Henri Dreyfus à partir de 1972. Aujourd'hui, on dénombre une quinzaine de GDS dont les quatre plus importants sont les Américains Sabre, Galileo (créés par trois compagnies américaines et neuf européennes), l'Espagnol WorldSpan et l'Européen Amadeus (créé par Air France, Iberia et Lufthansa). Concurrencés par les centrales de réservation et autres booking engines qui proposent sur le net des systèmes de distribution directe, les GDS développent des services associés au tourisme.
Historiquement, les GDS sont uniquement un système professionnel, et ne sont donc accessibles qu'aux agences de voyages. Depuis[Quand ?], les choses ont évolué grâce à Internet. En effet, les grands sites/portails de distribution (Orbitz ou Expedia par exemple) accèdent par le GDS aux disponibilités, tarifs, conditions et descriptifs des prestations qu'ils vendent. Ces grands sites achètent de plusieurs manières : soit en direct auprès du producteur, soit auprès d'agrégateurs, soit par le GDS.